# Acariasi
L'acariasi è una malattia della pelle causata nell'uomo e negli animali dalla presenza di Acari, piccoli aracnidi dal comportamento parassita.

## Agenti eziologici
Vi sono numerose specie di acari parassite di uomo, animali e vegetali, responsabili di questo tipo di infestazione, che tipicamente causa sintomi esantematici. 
Un tipo di acariasi è ad esempio la scabbia, causata dall'acaro della scabbia.
Lo Sternostoma tracheacolum è responsabile di una acariasi respiratoria aggredendo le vie respiratorie di numerosi uccelli, in particolare canarini.
Diffusa tra i contadini nelle epoche passate è l'acariasi da grano (detta anche gatta porcina). Essa consiste in un'eruzione eritemato-vescicolosa, fortemente pruriginosa, che colpisce soprattutto coloro che maneggiano il grano o altri cereali secchi. È causata da un acaride, il Pediculoides ventricosus, parassita delle larve di diversi insetti (tignole dei cereali).
Un altro acaro che può causare delle eruzioni cutanee è il Leptus autumnalis (larva del Trombidium holosericeum), che è una delle cause della dermatite fortemente pruriginosa sulla pelle di chi si siede sull'erba.